# エリカ・ボイヤー
エリカ・ボイヤー（Erica Boyer、本名Amanda Margaret Jensen、1956年12月22日 - 2009年12月31日）は、アメリカの元ポルノ女優である。2009年に交通事故で死亡した。

## 経歴
アラバマ州アンダルシア生まれ。
父親のJoseph Breckenridge Ganttは元アラバマ州司法長官を務めた人物であった。
彼女は1970年後半にデビューし、引退までの数十年間で200を超える作品に出演した。
1981年に男優のAustin Mooreと結婚するも1991年に離婚。1993年に引退後は一般人と再婚し子供をもうけていた。
2009年大晦日にフロリダ州パナマシティビーチの自宅近くの歩道を横断中に交通事故に遭遇し即死した。享年53。被疑者はヒュンダイの車を運転していたフロリダ高速警察隊の非番の巡査であった。

## 受賞
- AVN殿堂顕彰
- XRCO殿堂顕彰 (1991年)